# Draga Ljočić
Draga Ljočić (née le 22 février 1855 à Šabac et morte le 5 novembre 1926) est une médecin et féministe serbe.

## Biographie

### Carrière médicale
Diplômée du lycée de Belgrade en mathématiques et sciences, elle est la première femme serbe à être admise à l'université de Zurich (Suisse) en tant qu'étudiante en médecine en 1872. Pendant son cursus, elle est influencée par les nihilistes russes dont Sofia Perovskaïa qui l'initient au féminisme.
Elle doit abandonner ses études à la déclaration de guerre en 1876 et rejoint les forces armées serbes comme assistante médicale lors de la bataille de Šumanovac. Après la guerre, elle retourne à Zurich et est diplômée en médecine en 1879, devenant ainsi la première femme docteur de Serbie. À son retour dans son pays natal, elle envoie une lettre de réclamation au ministère de l'Intérieur pour demander que soit reconnu son diplôme et qu'elle puisse exercer. Elle est alors finalement autorisée à travailler seulement comme assistante médicale.
En 1881, elle est enfin autorisée à exercer comme médecin et commence à enseigner à la Ženska radenička škola. 
Pendant la guerre serbo-bulgare, elle travaille à l'hôpital général de Belgrade, à l'hôpital des maladies infectieuses et à l'hôpital des blessés de guerre.
En 1904, elle fonde la Materinsko udriženje (Société des maternités) dont elle sera la première présidente. Elle est également la cofondatrice du Prva ženska bolnica Dr. Elise Inglis (Hôpital des femmes Elise Inflis) à Dedinje.

### Engagement féministe
À son retour en Serbie, elle s'engage dans des cercles féministes et socialistes pour promouvoir l'égalité des sexes dans la profession médicale.
En 1911, en tant que défenseure de droit de vote des femmes, elle annonce lors d'un meeting de la Srpski narodni ženski savez (Alliance nationale des femmes serbes) qu'elle et sa collègue, Jelena Spasić, allaient déposer une pétition auprès du gouvernement demandant un droit de vote égal entre hommes et femmes mais leur proposition est rejetée par les déléguées de l'association.

### Vie privée
En 1883, elle épouse Raša Milosević, cofondateur du Parti populaire radical (devenu en 1991 le Parti radical serbe). Le couple a un enfant, une fille, Radmila Milosević, elle est aussi diplômée en médecine à l'université de Zurich.
Elle meurt en novembre 1926 et est enterrée au nouveau cimetière de Belgrade.

## Hommages
- Une rue de Belgrade porte son nom[1].